# Ершов, Виктор Захарович
Виктор Захарович Ершов (1905—1945) — комбриг Рабоче-крестьянской Красной Армии, полковник Советской Армии (артиллерия), участник Великой Отечественной войны, Герой Советского Союза (1945).

## Биография
Виктор Ершов родился 9 (по новому стилю — 22) ноября 1905 года в деревне Макарово (ныне — Чухломский район Костромской области). В 1923 году Ершов добровольно пошёл на службу в Рабоче-крестьянскую Красную Армию. В 1936 году он окончил Военно-воздушную инженерную академию имени Н. Е. Жуковского. С июля 1941 года — на фронтах Великой Отечественной войны. В январе 1942 года был легко ранен. К январю 1945 года полковник Виктор Ершов командовал 142-й армейской пушечной артиллерийской бригадой 33-й армии. Отличился во время освобождения Польши.
1-13 января 1945 года бригада Ершова обнаружила местонахождение 21 батареи противника и подавила её своим огнём. Во время дальнейшего наступления бригада уничтожила 5 немецких батарей и ещё 11 подавила. 15-28 января бригада продвинулась на 400 километров к западу, уничтожив и взяв в плен большое количество вражеских солдат и офицеров.
Указом Президиума Верховного Совета СССР от 6 апреля 1945 года за «проявленный личный героизм, мужество, отвагу, и бесстрашие при прорыве долговременной укрепленной обороны противника и его преследовании, умелую организацию артиллерийского огня» полковник Виктор Ершов был удостоен высокого звания Героя Советского Союза с вручением ордена Ленина за номером 38044 и медали «Золотая Звезда» за номером 5979.
С 1945 года Ершов служил на Дальнем Востоке. В Маньчжурии он тяжело заболел и был отправлен в больницу в Спасске-Дальнем. Скоропостижно скончался 29 ноября 1945 года, похоронен в Спасске-Дальнем.
Был также награждён тремя орденами Красного Знамени, орденами Суворова 3-й степени, Кутузова 3-й степени, Красной Звезды, рядом медалей.
В честь Ершова названа улица в Спасске-Дальнем.